# Montgomery County (Virginia)
Montgomery County ist ein County im Bundesstaat Virginia der Vereinigten Staaten. Im Jahr 2020 hatte das County 99.721 Einwohner und eine Bevölkerungsdichte von 99,1 Einwohnern pro Quadratkilometer. Der Verwaltungssitz (County Seat) ist Christiansburg. Das County gehört zu den Dry Countys, was bedeutet, dass der Verkauf von Alkohol eingeschränkt oder verboten ist.

## Geographie
Montgomery County liegt im mittleren Südwesten von Virginia, ist im Norden etwa 30 km von West Virginia entfernt und hat eine Fläche von 1009 Quadratkilometern, wovon drei Quadratkilometer Wasserfläche sind. Es grenzt im Uhrzeigersinn an folgende Countys: Roanoke County, Floyd County, Pulaski County, Giles County und Craig County.

## Geschichte
Gebildet wurde es 1772 aus Teilen des Fincastle County. Benannt wurde es nach Richard Montgomery, einem General im Amerikanischen Unabhängigkeitskrieg.

## Demografische Daten

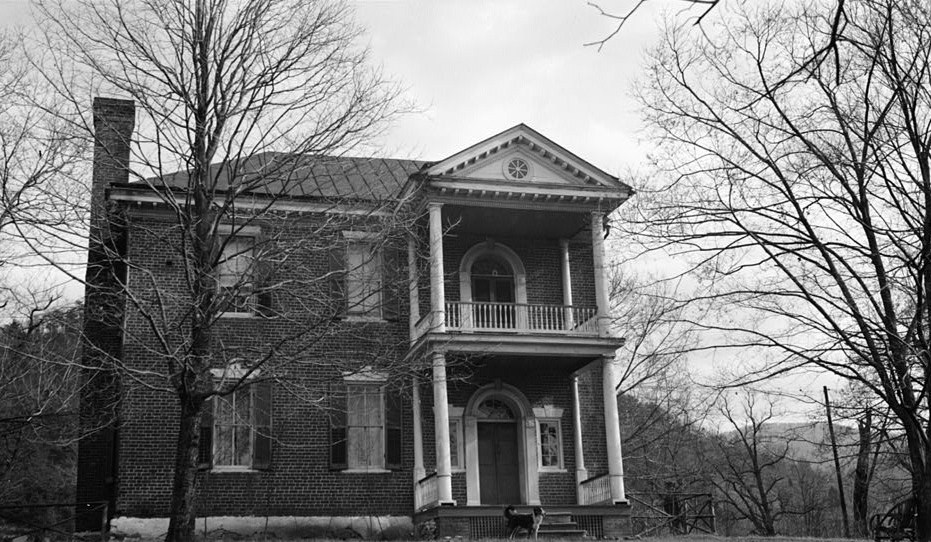
Fotheringay an der U.S. Route 11, gelistet im NRHP

Alterspyramide des Montgomery County

Nach der Volkszählung im Jahr 2000 lebten im Montgomery County 83.629 Menschen. Davon wohnten 9.160 Personen in Sammelunterkünften, die anderen Einwohner lebten in 30.997 Haushalten und 17.203 Familien. Die Bevölkerungsdichte betrug 83 Einwohner pro Quadratkilometer. Ethnisch betrachtet setzte sich die Bevölkerung zusammen aus 90,00 Prozent Weißen, 3,65 Prozent Afroamerikanern, 0,18 Prozent amerikanischen Ureinwohnern, 3,97 Prozent Asiaten, 0,04 Prozent Bewohnern aus dem pazifischen Inselraum und 0,63 Prozent aus anderen ethnischen Gruppen; 1,53 Prozent stammten von zwei oder mehr ethnischen Gruppen ab. 1,58 Prozent der Bevölkerung waren spanischer oder lateinamerikanischer Abstammung.
Von den 30.997 Haushalten hatten 25,3 Prozent Kinder und Jugendliche unter 18 Jahre, die bei ihnen lebten. 44,8 Prozent waren verheiratete, zusammenlebende Paare, 7,6 Prozent waren allein erziehende Mütter, 44,5 Prozent waren keine Familien, 25,5 Prozent waren Singlehaushalte und in 6,6 Prozent lebten Menschen im Alter von 65 Jahren oder darüber. Die Durchschnittshaushaltsgröße betrug 2,40 und die durchschnittliche Familiengröße lag bei 2,87 Personen.
Auf das gesamte County bezogen setzte sich die Bevölkerung zusammen aus 17,1 Prozent Einwohnern unter 18 Jahren, 31,3 Prozent zwischen 18 und 24 Jahren, 25,6 Prozent zwischen 25 und 44 Jahren, 17,3 Prozent zwischen 45 und 64 Jahren und 8,6 Prozent waren 65 Jahre alt oder darüber. Das Durchschnittsalter betrug 26 Jahre. Auf 100 weibliche Personen kamen 110,0 männliche Personen. Auf 100 Frauen im Alter von 18 Jahren oder darüber kamen statistisch 110,9 Männer.

Das jährliche Durchschnittseinkommen eines Haushalts betrug 32.330 USD, das Durchschnittseinkommen der Familien betrug 47.239 USD. Männer hatten ein Durchschnittseinkommen von 33.674 USD, Frauen 23.555 USD. Das Prokopfeinkommen betrug 17.077 USD. 8,8 Prozent der Familien und 23,2 Prozent der Bevölkerung lebten unterhalb der Armutsgrenze. Darunter waren 14,6 Prozent der Kinder und Jugendlichen unter 18 Jahren und 8,8 Prozent der Einwohner im Alter ab 65 Jahren.